# سد کونبرین
سد کونبرین (به لاتین: Kölnbrein Dam) یک سد قوسی در اتریش است که در مالتا، اتریش واقع شده‌است.